# Rie Yamaki
Rie Yamaki (山木 里恵, Yamaki Rie), née le 2 octobre 1975, est une joueuse internationale de football japonaise.

## Biographie
Le 4 décembre 1993, elle fait ses débuts avec l'équipe nationale japonaise lors de la Coupe d'Asie, contre la Taipei chinois. Elle participe à la Coupe du monde 1995, 1999 et Jeux olympiques d'été 1996. Elle compte 50 sélections et 3 buts en équipe nationale du Japon de 1993 à 1999.

## Statistiques
Le tableau ci-dessous présente les statistiques de Rie Yamaki en équipe nationale :
| Équipe du Japon | Équipe du Japon | Équipe du Japon |
| Année           | Matchs          | Buts            |
| --------------- | --------------- | --------------- |
| 1993            | 4               | 0               |
| 1994            | 6               | 0               |
| 1995            | 10              | 0               |
| 1996            | 10              | 0               |
| 1997            | 7               | 2               |
| 1998            | 8               | 1               |
| 1999            | 5               | 0               |
| Total           | 50              | 3               |

## Palmarès
- Finaliste de la Coupe d'Asie 1995
- Troisième de la Coupe d'Asie 1993, 1997